# オマー・シメオン

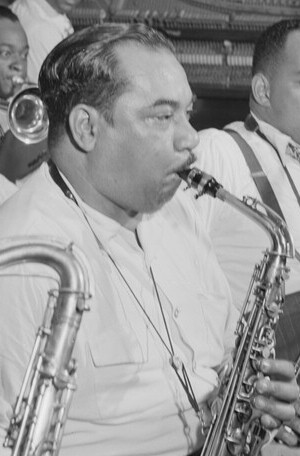
オマー・シメオン

オマー・ビクター・シメオン (Omer Victor Simeon、1902年7月21日 - 1959年9月17日) はアメリカのジャズクラリネット奏者。彼は、ソプラノ・アルト・バリトンサックス、バスクラリネットも演奏した。

## 来歴・人物
オマー・シメオンはルイジアナ州ニューオーリンズで葉巻製造者の息子として生まれる。彼の家族は、イリノイ州シカゴへと引っ越した。彼はニューオーリンズの名人ロレンゾ・ティオ・ジュニアからクラリネットを学び、1920年にプロの奏者として活動を始めた。
彼はシカゴとウィスコンシン州ミルウォーキーで様々なバンドとともに活動を行い、その中にはジミー・ベルによるバンド、チャーリー・エルガーによるクレオール・オーケストラがあった。1926年にジェリー・ロール・モートンと演奏を始め、モートンのレッド・ホット・ペッパーズや小規模のグループとともに、高い評価を受けたレコーディングシリーズを作った。シメオンは、音楽の教師も行った。1927年に彼はキング・オリバーのディキシー・シンコペーターズに加入し、ともにニューヨークへと移った。その後、エルガーとともにシカゴに戻った後、マンハッタンのルイス・ラッセルと合流し、1928年にアースキン・テイト・オーケストラで演奏するために再度シカゴに戻った。
彼は1940年代にコールマン・ホーキンスとジミー・ランスフォードのバンドで仕事をした。キッド・オリーのバンドとともにいくつかのレコーディング活動をした後、1950年代のウィルバー・ド・パリのバンドとの活動で、1957年のアフリカのツアーも含め、彼は最も疲労することになった。
オマー・シメオンは、咽喉癌のためにニューヨークで亡くなった。
シメオンは、滑らかなトーンと素晴らしい旋律の即興で有名だった。伝統的なニューオーリンズのクレオール・スタイルの最高の提唱者の１人である。ジェリー・ロール・モートンは、彼を最高のジャズクラリネット奏者と評価した。